# Třebichovice
Třebichovice (en allemand : Trebichowitz) est une commune du district de Kladno, dans la région de Bohême-Centrale, en Tchéquie. Sa population s'élevait à 584 habitants en 2020.

## Géographie
Třebichovice se trouve à 6 km au nord-nord-ouest du centre de Kladno et à 29 km au nord-ouest de Prague.
La commune est limitée par Hrdlív, Slaný et Jemníky au nord, par Pchery à l'est, par Vinařice et Libušín au sud, et par Svinařov et Smečno à l'ouest.

## Histoire
La première mention écrite de la localité date de 1324.